# Henry van Lyck

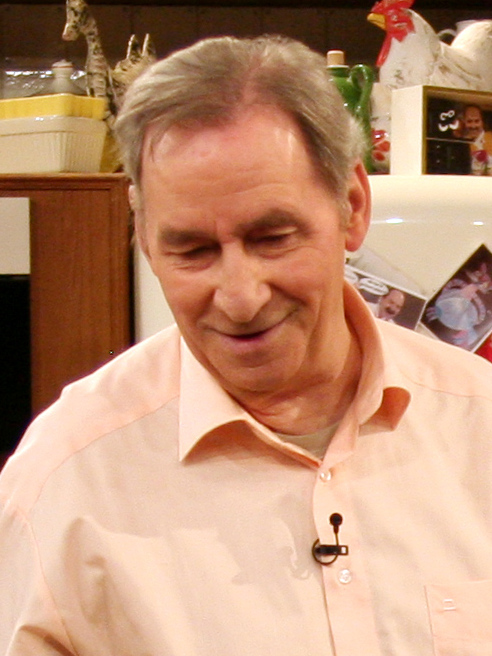
Henry van Lyck (2010)

Henry van Lyck (* 15. Januar 1941 in Köln) ist ein deutscher Schauspieler und Seriendarsteller.

## Leben
Van Lyck war ursprünglich Bergmann und wurde bei einer Schlagwetterexplosion 54 Stunden lang verschüttet. Er entschied sich für einen Berufswechsel und besuchte bis zur Abschlussprüfung 1964 eine Schauspielschule in Hannover. Dann übernahm er Bühnenrollen in Kiel, Gelsenkirchen, Zürich, Wien und besonders an den Münchner Kammerspielen.
Nach mehreren unbedeutenden Filmrollen lernte er in der Schwabinger Kneipe Säge Werner Enke und May Spils kennen und drehte mit ihnen 1968 den Überraschungserfolg Zur Sache, Schätzchen an der Seite von Uschi Glas. Weitere wichtige Rollen spielte er in Die verlorene Ehre der Katharina Blum (1975) und Werner Herzogs Jeder für sich und Gott gegen alle (1975).
Van Lyck war ab da vor allem ein vielbeschäftigter Darsteller in Fernsehserien. Er wirkte unter anderem in der deutsch-österreichischen Hotelserie Ein Schloß am Wörthersee mit, in der er den betrügerischen Bankier Thomas Kramer verkörpert. In der WDR-Serie Tour de Ruhr von Elke Heidenreich spielte er Anfang der 1980er Jahre zusammen mit Marie-Luise Marjan das Ehepaar Stratmann. Beide Schauspieler wurden durch diese Rollen einem breiteren Publikum bekannt. In den frühen 1980er Jahren war van Lyck auch in der ARD-Serie Büro, Büro als Herr Kalinke zu sehen.
Außerdem spielte van Lyck den Oberstaatsanwalt Dr. Gerhard Lotze in der Fernsehserie Im Namen des Gesetzes, den stotternden Herrn Schenk in zwei Folgen der ARD-Kinderserie Meister Eder und sein Pumuckl und diverse Rollen in verschiedenen Folgen der ZDF-Krimiserien Derrick und Der Alte sowie den Sebastian in der Serie Heidi.

## Filmografie
- 1961: Freddy und der Millionär
- 1961: Der Teufel spielte Balalaika
- 1962: Waldrausch
- 1962: Die Parallelstraße
- 1962: Schneewittchen und die sieben Gaukler
- 1962: Barras heute
- 1963: Die sanfte Tour (Serie) – Folge: Der Baron und die Schirme
- 1965: Geld Geld Geld – Zwei Milliarden gegen die Bank von England als Statist
- 1965: Die Gäste des Felix Hechinger (Serie) – Folge: Der Staatsbesuch
- 1965: Die Schlüssel (Mehrteiler)
- 1965: Die fünfte Kolonne (Serie) – Folge: Ein Mann namens Pavlow
- 1966: Die seltsamen Methoden des Franz Josef Wanninger (Serie) – Folge: Kavaliere
- 1966: Pontius Pilatus
- 1966: Kommissar Freytag – Zampo der Gerechte
- 1968: Zur Sache, Schätzchen
- 1968: Lebenszeichen
- 1968: Bengelchen liebt kreuz und quer
- 1969: April – April
- 1969: Ellenbogenspiele
- 1969: Rote Sonne
- 1970: Mädchen mit Gewalt
- 1970: Der Bettenstudent oder: Was mach’ ich mit den Mädchen?
- 1970: Das Bastardzeichen
- 1970: Immer bei Vollmond
- 1970: Nicht fummeln, Liebling
- 1970: Die fleißigen Bienen vom fröhlichen Bock
- 1970: Tell Me
- 1971: Zu dumm zum…
- 1971: Die tollkühnen Penner
- 1972: Sternschnuppe
- 1972: Ohne Nachsicht
- 1973: Kopf oder Zahl
- 1974: Hau drauf, Kleiner
- 1974: Ulla oder Die Flucht in die schwarzen Wälder
- 1974: Jeder für sich und Gott gegen alle
- 1975: Die verlorene Ehre der Katharina Blum
- 1978: Heidi (Serie)
- 1979: Wehe, wenn Schwarzenbeck kommt
- 1979: Tatort – Mitternacht, oder kurz danach (Fernsehreihe)
- 1979: Der Alte – (Folge 24: Lippmann wird vermisst)
- 1979: Der Alte – (Folge 28: Pensionstod)
- 1980: Tatort – Der gelbe Unterrock
- 1980: Der Alte – (Folge 42: Sportpalastwalzer)
- 1981: Tour de Ruhr (Serie)
- 1981: Ein Fall für zwei (Fernsehserie, Folge 2: „Fuchsjagd“)
- 1982: Meister Eder und sein Pumuckl – (Episode 10: Der rätselhafte Hund)
- 1982: Büro, Büro (Serie)
- 1983: Unsere schönsten Jahre (Serie)
- 1983: Engel auf Rädern
- 1983: Mit mir nicht, du Knallkopp
- 1983: Hatschipuh
- 1983: Das Mädchen mit den Feuerzeugen
- 1983: Die Beute
- 1983: Der Angriff
- 1984–1986: Polizeiinspektion 1 (Serie, 3 Folgen)
- 1985: Der Formel Eins Film
- 1985: Die Krimistunde (Fernsehserie, Folge 18, Episode: „Ein Verbrechen für Mütter“)
- 1985–1998: Derrick (Serie, 13 Folgen)
- 1986: Wer erschoss Boro?
- 1986: Der Fahnder (Fernsehserie, Folge „Auf eigene Faust“)
- 1987: Dortmunder Roulette (Serie, 1 Folge)
- 1988: Ein Fall für zwei (Fernsehserie, Folge 59: „Die einzige Chance“)
- 1988: Tatort – Einzelhaft
- 1988: Der Alte – Folge 125: Schweigen für immer
- 1988: Meister Eder und sein Pumuckl – (Episode 43: Ein Knüller für die Zeitung)
- 1988: Verkehrsgericht (Episode 22: Wildwechsel)
- 1990: Solange es gutgeht
- 1990: Der Alte – Folge 155: Mörderisches Inserat
- 1990: Liebe und Maloche Folge
- 1990: Regina auf den Stufen (Serie)
- 1991: Stein und Bein
- 1992: Ein Schloß am Wörthersee (Serie, 2. und 3. Staffel)
- 1993: Schicksalsspiel
- 1994: Lutz & Hardy (Serie)
- 1994–2004: Im Namen des Gesetzes (Serie)
- 1997: Der Bulle von Tölz: Leiche dringend gesucht
- 1997: Das Amt (Serie)
- 1995–1999: Gegen den Wind (Serie)
- 2004: Marga Engel gibt nicht auf
- 2004: Der Bulle von Tölz: Krieg der Sterne
- 2004: Alarm für Cobra 11 – Die Autobahnpolizei
- 2005: Um Himmels Willen (Staffel 4, Schuss in den Ofen)
- 2005: Andersrum
- 2005: Tatort – Schneetreiben
- 2006: Glück auf vier Rädern
- 2006: Wer entführt meine Frau?
- 2006–2007: SOKO Rhein-Main (Serie)
- 2008: Der Alte – Folge 327: Die Nacht kommt schneller als du denkst
- 2010: Tatort – Der Polizistinnenmörder